# مالا وربنیتسا (کروشواتس)
مالا وربنیتسا (به صربی: Mala Vrbnica) یک منطقهٔ مسکونی در صربستان است که در کروشواتس واقع شده‌است. مالا وربنیتسا ۲۶۲ نفر جمعیت دارد.